# チュマシュ語族
チュマシュ語族(Chumashan languages)は、アメリカ合衆国カリフォルニア州南部の太平洋岸、およびチャンネル諸島の島々に住んでいたチュマシュ族によってかつて話されていた諸言語からなる小さな語族。現在はすべて死語になっている。

## 概要
「チュマシュ」という語は、サンタクルス島またはサンタロサ島の島民を意味する沿岸の言葉に由来する。
チュマシュ語族の話者は、カリフォルニア州サンタバーバラ郡、サンルイスオビスポ郡、ベンチュラ郡、およびカーン郡に分布していた。
西洋人との接触以前の人口の推定値は学者によって大きく異なるが、1969年のチェスター・キングの地図では、すべて合わせて10,700人から17,250人の間としている。
ヨーロッパ人で記録に残る限り最初に現在のカリフォルニア州を訪れたフアン・ロドリゲス・カブリリョは、1542年から翌年にかけてチュマシュ族と会っている。

## 構成言語
チュマシュ語族を構成する言語のうち沿岸部の5種類は、フランシスコ会の建てたミッションに従って名がつけられている。
- オビスペーニョ語（英語版）(Obispeño) - サンルイスオビスポ
- プリシメーニョ語（英語版）(Purisimeño)- ロンポク
- イネセーニョ語（英語版）(Ineseño) - ソルバング
- バルバレーニョ語（英語版）(Barbareño) - サンタバーバラ
- ベントゥレーニョ語（英語版）(Ventureño) - ベンチュラ

うち、オビスペーニョ語は他の言語と音声・文法が大きく異なっていた。
チャンネル諸島の3つの島（サンミゲル、サンタロサ、サンタクルス）で話されていたチュマシュ語族の言語を島嶼チュマシュ語(Island Chumash, Isleño)というが、人々は1824年に内地に移された。
内陸部でもチュマシュ語族の言語は話されていたが、資料がほとんど残っておらず、他の言語とどの程度異なっていたかはわからない。
1965年にバルバレーニョ語の最後の話者が死亡して、チュマシュ語族の言語はすべて消滅した。
イネセーニョ語、バルバレーニョ語、ベントゥレーニョ語に関しては詳しい記録が残されている。

## 特徴
チュマシュ語の形態音韻論の特徴に子音調和があり、歯擦音の s と š が音韻的に区別されるにもかかわらず、ひとつの単語の中ではどちらか一方しか出てこない。同様の現象はアサバスカ語族にも存在する。
文法では人称や時制だけでなく、方向を表す複雑な接頭辞を発達させている。

## 他の語族との関係
チュマシュ語族と他の語族との系統的な関係は知られていない。
19世紀以来、北に隣接するサリナ語との間に親縁関係があるという主張があった。1913年にローランド・ディクソンとアルフレッド・L・クローバーは両者をまとめて「イスコム語」（Iskoman、チュマシュ語で数の2を意味する語に由来）と命名し、後にホカ大語族に含めた。しかし、現在ではホカ大語族との親縁関係を否定する説が有力である。